# Дербунов Михайло Олександрович
Михайло Олександрович Дербунов (нар. 1925, село Ольшанка, тепер Орловської області, Російська Федерація — 20 червня 1980, місто Харків) — український радянський діяч, директор Харківського 8-го державного підшипникового заводу. Депутат Верховної Ради УРСР 9—10-го скликань (1975—1980).

## Біографія
Народився в родині робітника. З 1941 р. — учень електрика Харківського тракторного заводу імені Орджонікідзе, токар Сталінградського і Барнаульського машинобудівних заводів РРФСР.
У 1948 році закінчив машинобудівний технікум.
У 1948—1972 р. — помічник майстра, завідувач бюро, заступник начальника, начальник цеху, начальник відділу, головний інженер Харківського 8-го державного підшипникового заводу.
Освіта вища. У 1958 році без відриву від виробництва закінчив Харківський політехнічний інститут імені Леніна.
Член КПРС з 1961 року.
У 1972 — червні 1980 р. — директор Харківського 8-го державного підшипникового заводу.

## Нагороди
- орден Леніна
- два ордени Трудового Червоного Прапора
- медалі
- лауреат Державної премії Української РСР (1981, посмертно)